# Карапетян, Гарник Альбертович
Гарник Альбертович Карапетян (арм. Գառնիկ Ալբերտի Կարապետյան; 3 февраля 1958, Ленинакан, Армянская ССР, СССР — 29 ноября 2018, Ереван, Армения) — армянский математик, специалист в области математического анализа, дифференциальных уравнений, математической физики, математического моделирования. Профессор, заведующий кафедрой Математики и математического моделирования Российско-армянского университета.

## Биография
Родился в 1958 г. 3 февраля в городе Ленинакане.
В 1975 г. поступил на механико-математический факультет Ереванского государственного университета (ЕГУ) и с отличием окончил учёбу в 1980 г.
С октября 1980 по апрель 1983 гг. был аспирантом кафедры дифференциальных уравнений и функционального анализа механико-математического факультета ЕГУ.
В 1983 г. досрочно, защитив кандидатскую диссертацию, был принят на работу в качестве ассистента на кафедре численного анализа факультета прикладной математики ЕГУ.
В 1987 г. получил звание доцента по кафедре математики и математического моделирования.
С 1990—1994 гг. работал заместителем декана факультета информатики и прикладной математики ЕГУ.
В 1992 г. был и. о. деканом факультета МПИ ЕГУ.
С 1994—2000 гг. был ученым секретарем совета факультета МПИ ЕГУ.
В 1997—1999 гг. был председателем математического олимпийского комитета Армении.
С 2002 г. по 2018 г. заведовал кафедрой математики и математического моделирования Российско-Армянского (Славянского) государственного университета (РАУ).
В январе 2007 г. защитил докторскую диссертацию в Специализированном совете по математике в ЕГУ.
В 2008 г. получил звание профессора по кафедре математики и математического моделирования.
В 2008 г. получил звание заслуженного профессора РАУ.
В 2008 г. получил признание (нострификацию) диплома, подтверждающего присуждение степени доктора физико-математических наук в РФ и звания профессора РФ.
С 2008 г. являлся членом ученого совета РАУ и диссертационного Совета по математике РА.
С 2015 г. по май 2018 г. являлся зам. директора Института математики и высоких технологий РАУ.
С 2015 г. являлся руководителем направления Прикладной математики и информатики РАУ.
В 2017 г. был награждён медалью Анании Ширакаци.
С мая 2018 г. являлся директором Института Математики и Информатики РАУ.

## Научная деятельность
Основные научные работы посвящены дифференциальным уравнениям, эллиптическим и гипоэллиптическим уравнениям, исследованию свойств функций, принадлежащих разным мультианизотропным пространствам, интегральным представлениям и теоремам вложения для функций из мультианизотропных пространств.

## Учебники и учебно-методические пособия
- Казарян Г.Г., Оганисян А.О., Мамиконян Ф.О., Карапетян Г. А. Обыкновенные дифференциальные уравнения (задачник).- Ер.: "Зангак-97", 1988. - 184 с.
- Казарян Г.Г., Оганисян А.О., Арутюнян Т.Н., Карапетян Г. А. Обыкновенные дифференциальные уравнения (учебник).- Ер.: "Зангак-97", 2002. - 320 с.
- Карапетян Г. А., Егиазарян В. С. 300 вариантов вступительных экзаменов по математике в РАУ.- Ер.: Изд-во РАУ, 2006.- 304 с.
- Карапетян Г. А., Агекян Г. В., Арутюнян К. В., Айрапетян С. Р. Алгебра (пособие по математике для абитуриентов).- Ер.: Изд-во РАУ, 2007.- 388 с.
- Карапетян Г. А., Агекян Г. В., Арамян Р. Г., Даштоян Л. Л., Айрапетян С. Р. Тесты по математике вступительных экзаменов в РАУ.- Ер.: Изд-во РАУ, 2008.- 120 с.
- Карапетян Г. А., Мелконян А. А., Микилян М. А. Дифференциальные уравнения в примерах и задачах (задачник).- Ер.: Изд-во РАУ, 2009.- 235 с.
- Карапетян Г. А., Маргарян В. Н., Айрапетян С. Р. Практикум по математическому анализу (задачник).- Ер.: Изд-во РАУ, 2010.- 310 с.
- Карапетян Г. А., Айрапетян С. Р. Математический анализ в примерах и задачах (задачник).- Ер.: Изд-во РАУ, 2014.- 417 с.

## Публикации в научных журналах
- Казарян Г. Г., Карапетян Г. А. Сходимость галеркинских приближений к решению задачи Дирихле // ДАН СССР, т. 264, № 2, 1982, с. 291—294.
- Карапетян Г. А. Существование и поведение решений одного класса гипоэллиптических уравнений // ДАН Арм. ССР, т. 74, № 5, 1982, с. 202—207.
- Карапетян Г. А. Решение {\displaystyle \mu }-эллиптических уравнений в полупространстве // ДАН Арм. ССР, т. 75, № 15, 1982, с. 200—204.
- Карапетян Г. А. Теоремы типа Лиувилля и типа Фрагмента — Линделефа для общих регулярных уравнений // Изв. АН Арм. ССР, с. Мат. 17, № 6, 1982, с.473-496.
- Акопян Г. О., Карапетян Г. А. Оценки в пространствах Гельдера для решений квазиэллиптических уравнений // Мол. Науч. Раб. ЕГУ, 2 (38), 1982, с.47-59.
- Акопян Г. О., Карапетян Г. А. Оценки Шаудеровского типа для решений полуэллиптических уравнений с переменными коэффициентами // Межвуз. Сборник, с. Мат., № 2, 1984, с. 5-13.
- Карапетян Г. А. Существование и единственность решения задачи Дирихле для гипоэллиптических уравнений в неограниченных областях // Уч. Записи ЕГУ, 151, № 2, 1982, с. 3-12.
- Карапетян Г. А. О поведении решений одного класса гипоэллиптических уравнений в неограниченных областях // Мол. Науч. Раб., ЕГУ, 2 (36), 1982, с. 5-13.
- Карапетян Г. А. Решение полуэллиптических уравнений в полупространстве // Тр. МИАН СССР, т. 170, 1984, с.119-138.
- Казарян Г. Г., Карапетян Г. А. О сходимости галеркинских приближений к решению задачи Дирихле // Мат. Сб., 124 (166), 1984, № 3 (7), с.291-306.
- Карапетян Г. А. Метод Галеркина для одного общего класса гипоэллиптических уравнений // Межвуз. Сб., с. Мат., № 4, 1986, с.93-107.
- Карапетян Г. А., Аракелян М. З. Теоремы типа Лиувилля и типа Фрагмента — Линделефа для полуэллиптических уравнений с общими начальными условиями // Межв. Сб., с. Мат., № 4, 1986, с. 81-93.
- Карапетян Г. А. Об одном классе вырождающихся регулярных уравнений в полупространстве // Изв. АН Арм. ССР, с. Мат., 21, 1986, № 5, с. 472—487.
- Карапетян Г. А. Квазилинейные краевые задачи для регулярных уравнений в неограниченных областях // Изв. АН Арм. ССР, с. Мат., 23, 1988, № 1, с. 22-38.
- Карапетян Г. А. Гладкая зависимость от параметра решений регулярных уравнений // Уч. Записи ЕГУ, 8, 1988, с. 21-29.
- Карапетян Г. А. О стабилизации в бесконечности к полиному решений одного класса регулярных уравнений // Тр. МИАН СССР, 187, 1989, с.116-129.
- Карапетян Г. А. О стабилизации в бесконечности к полиному решений одного класса гипоэллиптических уравнений // Fourth conference on differential equations and applications, Rousse 89, Bulgaria, с. 144.
- Карапетян Г. А. Регулярные уравнения зависящие от параметра // Изв. АН Арм. ССР, т. 25, 1990, № 2, с. 192—202.
- Карапетян Г. А. Внутренние оценки решений для полуэллиптических уравнений с малым параметром // Диф. урав. И функц. Анализ, 1993, Ереван, с.100-105.
- Карапетян Г. А., Петросян А. Г. Решение вырождающихся полуэллиптических уравнений в полупространстве // Уч. Записи ЕГУ, № 1, 1998, с. 13-22.
- Карапетян Г. А., Сардарян В. Т., Крмзян А. П. Задача о собственных значениях для самосопряженных полуэллиптических операторов // Изв. НАН Армении, с. Мат., т. 34, № 2, 1999, с.37-58.
- Карапетян Г. А., Даллакян Г. В. Аппроксимация решений полуэллиптических уравнений в R*n // Изв. НАН Армении, с. Мат., т. 34, № 4, 1999, с. 31- 43.
- Карапетян Г. А. Мультипликативные неравенства типа Гальярдо — Ниренберга для пространств W_p^N // «Исследовано в России». /zhurnal.ape.relarn.ru/articles/2004 г., с. 634—644.
- Karapetyan G.A. The smooth dependence on parameter of solutions of regular equations // Transactions of A. Razmadze Mathematical Institute, 2005, v.137, p. 6-15.
- Karapetyan G.A. Galiardo — Nirenberg general inequalities for multianisotrop spaces // Transactions of A. Razmadze Mathematical Institute, 2006, v.142. p. 8-18.
- Карапетян Г. А., Дарбинян А. А. Индекс полуэллиптического оператора с переменными коэффициентами специального типа // Сборник научных статей. Годичная научная конференция (28 ноября — 2 декабря 2006 г.). Физико-математические и естественные науки. Ер.: Изд-во РАУ, 20 — 24, 2007.
- Карапетян Г. А., Дарбинян А. А. Об индексе полуэллиптического оператора в R^n // Изв. НАН Армении. Мат. Т.42, н. 5, 33 — 50, 2007 (English translation; J. of Contemporary Math. Analysis). Архивная копия от 19 января 2018 на Wayback Machine
- Карапетян Г. А., Дарбинян А. А. Индекс полуэллиптического оператора с постоянными коэффициентами в области // Сборник научных статей. Годичная научная конференция (3 декабря −7 декабря 2007 г.). Физико-математические и естественные науки. Ер.: Изд-во РАУ, 45 — 53, 2008.
- Карапетян Г. А., Дарбинян А. А. Нетеровость регулярного оператора с постоянными коэффициентами в области // Труды инст. Мат. им. Размадзе, Тбилиси, т.146, 57 — 66, 2008.
- Карапетян Г. А., Дарбинян А. А. Нетеровость полуэлиптического оператора с постоянными коэффициентами в области // Ученые Записи ЕГУ, №.3,16 — 24, 2008.
- Карапетян Г. А., Дарбинян А. А. Нетеровость регулярного оператора с постоянными коэффициентами в R^n // Научная конференция, посвященная 80-летию академика Сергея Мергеляна (20-21 мая 2008 г.), с.27-28. Тезисы.
- Тананян О. Г., Карапетян Г. А. Вырождение полуэллиптического уравнения с постоянными коэффициентами в полуэллиптические в полупространстве // Сборник научных статей. Годичная научная конференция (5 декабря — 10 декабря 2008 г.). Физико-математические и естественные науки. Ер.: Изд-во РАУ, 27-30, 2008.
- Tananyan H.G., Karapetyan G.A. Degeneration of Semielliptic Equations with Constant Coefficients in Rectangular Parallelepipeds // Journal of Contemporary Mathematical Analysis (Armenian Academy of Sciences) Vol. 45, Number 2 (2010), 82-93.
- Карапетян Г. А., Дарбинян А. А. Индекс регулярного оператора с постоянными коэффициентами в области // Третье Российско-Армянское Совещание по математической физике, комплексному анализу и смежным вопросам, 91-94, 2010.
- Тананян О. Г., Карапетян Г. А. Метод малого параметра для регулярных гипоэллиптических уравнений с переменными коэффициентами в полупространстве // Третье Российско-Армянское Совещание по математической физике, комплексному анализу и смежным вопросам, Ереван 2010, с. 95-99.
- Тананян О. Г., Карапетян Г. А. Применение метода диаграммы Ньютона в методе малого параметра для регулярных гипоэллиптических уравнений в полупространстве // Сборник научных статей. Годичная научная конференция (6 декабря — 10 декабря 2010 г.). Физико-математические и естественные науки. Ер.: Изд-во РАУ, 106—112, 2011.
- Tananyan H.G., Karapetyan G.A. The Small Parameter Method for Linear Differential Regular Equations in Unbounded Domains // Proceeding of the ISAAC Conference. Moscow, August, 22-27, 2011.
- Карапетян Г. А., Дарбинян А. А. Индекс полуэллиптического оператора с переменными коэффициентами // Сборник научных статей. Шестая годичная научная конференция (5-9 декабря 2011 г.). Физико-математические и естественные науки. Ер.: Изд-во РАУ, 5-11, 2011.
- Тананян О. Г., Карапетян Г. А. Метод малого параметра для приближений собственных значений регулярных гипоэллиптических операторов в полупространстве // Сборник научных статей. Шестая годичная научная конференция (5-9 декабря 2011 г.). Физико-математические и естественные науки. Ер.: Изд-во РАУ, 43-51, 2011.
- Tananyan H.G., Karapetyan G.A. The small parameter method for regular linear differential equations on unbounded domains // Math. Journal, ISSN, 2077-9878, v. 4, № 1, 2013.
- Карапетян Г. А. Интегральное представление через гипоэллиптический оператор // Девятая научная конференция РАУ, стр. 5-11, 2-6 декабря 2014 г.
- Карапетян Г. А. О стабилизации в бесконечности к полиному решений регулярных уравнений. Теория операторов и их применения // Международная конференция, Ростов-на- Дону, 25.04.15-29.04.15.
- Karapetyan G.A. Integral representation through the differentiation operator and embedding theorems for multianisotropic spaces // International Conference Harmonic Analysis and Approximations, VI, Tsaghkadzor, Armenia, p. 46-48, 12-18 September, 2015.
- Karapetyan G.A., Saribekyan N.S. Spectral stability of higher order semi-elliptic operators // Journal of Contemporary Mathematical Analysis, 2016, v. 51, n. 1, стр. 1-10 Архивная копия от 1 февраля 2018 на Wayback Machine
- Karapetyan G.A. Integral Representations of Functions and Embedding Theorems for Multianisotropic Spaces on the Plane with One Anisotropy Vertex // Journal of Contemporary Mathematical Analysis, 2016, Vol. 51, No. 6, pp. 269—281. Архивная копия от 19 января 2018 на Wayback Machine
- Karapetyan G.A., Arakelyan M.K. Estimation of multianisotropic kernels and its application to the embedding theorems // AMU, Annual Session 2016, Dedicated to the 110th Anniversary of Artashes Shahinyan, Yerevan, p. 68-69, 31.05.16-02.06.16.
- Karapetyan G.A., Petrosyan H.A. Embedding theorems for the n-dimensional multianisotropic spaces with two points of anisotropicity // AMU, Annual Session 2016, Dedicated to the 110th Anniversary of Artashes Shahinyan, Yerevan, p. 70-71, 31.05.16-02.06.16.
- Karapetyan G.A. Integral representation of functions and embedding theorems for multianisotropic spaces for the three-dimensional case // Eurasian Mathematical Journal, ISSN, v.7, n.4, (2016), 19-39. Архивная копия от 28 января 2018 на Wayback Machine
- Karapetyan G.A., Arakelyan M.K. Estimation of multianisotropic kernels and their application to the embedding theorems // Transactions of A. Razmadze Mathematical Institute 171, (2017), 48-56. Архивная копия от 1 декабря 2020 на Wayback Machine
- Карапетян Г. А. Интегральное представление и теоремы вложения для n-мерных мультианизотропных пространств с одной вершиной анизотропности // Сиб. мат. журнал, 58, № 3, (2017), 573—590. Архивная копия от 29 января 2018 на Wayback Machine
- Karapetyan G.A., Petrosyan H.A. Embedding theorems for multianisotropic spaces with two vertices of anisotropicity // Proceedings of the YSU, Physics & Mathematics, 2017, Volume 51, Issue 1, Pages 29-37. Архивная копия от 19 января 2018 на Wayback Machine
- Karapetyan G.A., Petrosyan H.A. About the solvability of regular hypoelliptic equations in R^n // AMU, Annual Session 2017, Yerevan, p. 40-42, 29.05.17-31.05.17.
- Karapetyan G.A. An Integral Representation and Embedding Theorems in the Plane for Multianisotropic Spaces // Journal of Contemporary Mathematical Analysis (Armenian Academy of Sciences), 2017, Vol. 52, No. 6, pp. 267—275. Архивная копия от 19 января 2018 на Wayback Machine
- Karapetyan G.A., Petrosyan H.A. On Solvability of Regular Hypoelliptic Equations in R^n // Journal of Contemporary Mathematical Analysis (Armenian Academy of Sciences), 2018, Vol. 53, No. 4, 187-200. Архивная копия от 6 марта 2019 на Wayback Machine
- Karapetyan G.A., Arakelyan M. K. Embedding Theorems for General Multianisotropic Spaces // Matematical Notes, 2018, Vol. 104, No. 3, 422-438. Архивная копия от 6 марта 2019 на Wayback Machine
- Karapetyan G.A., Khachaturyan M. A. Limiting Embedding Theorems for Multianisotropic Functional Spaces // Journal of Contemporary Mathematical Analysis (Armenian Academy of Sciences), 2019, Vol. 54, No. 2, 103-111.